# Помоздино (метеорит)
Метеорит Помоздино — маленький метеорит, найден в 1964 году в Коми, СССР.

## Описание
Вес 327г, размеры 150х50х5.
Округлый ахондрит, относится к типу Эвкрит (Eucrite).
Предположительно, осколок астероида Веста.
Найден 15 июня 1964 года в двух километрах от села Помоздино Усть-Куломского района.
Хранится в коллекции Комитета по метеоритам РАН.
Метеорит покрыт корой плавления только частично, хотя сохранился в целостности. На бескорых участках под микроскопом видны следы плавления.

## История
Учитель географии И.В. Игнатов сообщил, что в декабре 1963 года около пяти-шести вечера учащиеся Помоздинской школы видели полёт болида, возможно, связанный с найденным метеоритом.
Метеорит нашёл ученик пятого класса Анатолий Уляше́в во время школьной экскурсии, проводившейся И.В. Игнатовым.
Однако, бывший школьник Михаил Сенькин рассказывал много лет спустя, что мальчишки пошли в поход на речку Косью. Трое мальчиков через камень перешагнули, а его внимание что-то зацепило, он остановился и в шутку сказал: «Может, это метеорит?» И поднял его. Поход длился два дня, мальчики носили находку с собой в вещмешке, а потом показали её учителю Ионе Васильевичу Уляшову. Он отправил камень в Москву.
За находку метеорита президиум АН СССР выдал А. Уляшеву и И.В. Игнатову денежные премии по 50 рублей.